# Europeiska inomhusmästerskapen i friidrott 2013
Europeiska inomhusmästerskapen i friidrott 2013 arrangerades i Göteborg, Sverige den 1–3 mars 2013. Mästerskapet var det 32:e i ordningen.

## Val av värdstad
Beslutet att tilldela Göteborg tävlingarna togs av Europeiska Friidrottsförbundet (EAA) på ett möte i Malta den 15 oktober 2007. Från början sökte Göteborg mästerskapen 2011 i kamp mot Paris. EAA tyckte att båda städerna presenterade väldigt bra koncept och det slutade med att båda kandidaterna fick var sitt mästerskap; Paris 2011 och Göteborg 2013.

## Arena
Huvudarena för mästerskapen var Scandinavium i centrala Göteborg. Under tävlingarna fick ungefär 6 500 åskådare plats i arenan eftersom man höjde golvet med tre meter för att få plats med löparbanor. I Svenska Mässan, precis bredvid Scandinavium, fanns EM-torget där flera aktiviteter pågick under mästerskapet. Samtliga prisceremonier hölls på EM-torget och även herrarnas och damernas kvaltävlingar i kula. Värdstaden Göteborg har arrangerat flera mästerskap i friidrott tidigare. 1974 och 1984 var Göteborg och Scandinavium värd för inomhus-EM. Dessutom har Ullevi varit skådeplats för EM 2006 och VM 1995. Senast inomhus-EM arrangerades i Sverige var 1996, när Stockholm och Globen tog hand om tävlingarna.

## Resultat

### Män
| Gren                | Guld                                                                      | Guld        | Silver                                                                            | Silver     | Brons                                                                | Brons      |
| 60 meter            | Jimmy Vicaut Frankrike                                                    | 6,48 WL     | James Dasaolu Storbritannien                                                      | 6,48 WL    | Michael Tumi Italien                                                 | 6,52       |
| 400 meter           | Pavel Maslák Tjeckien                                                     | 45,66 NR EL | Nigel Levine Storbritannien                                                       | 46,21 SB   | Pavel Trenichin Ryssland                                             | 46,70      |
| 800 meter           | Adam Kszczot Polen                                                        | 1.48,69     | Kevin López Spanien                                                               | 1.49,31    | Mukhtar Mohammed Storbritannien                                      | 1.49,60    |
| 1500 meter          | Mahiedine Mekhissi-Benabbad Frankrike                                     | 3.37,17     | İlham Tanui Özbilen Turkiet                                                       | 3.37,22 SB | Simon Denissel Frankrike                                             | 3.37,70 PB |
| 3000 meter          | Hayle İbrahimov Azerbajdzjan                                              | 7.49,74     | Juan Carlos Higuero Spanien                                                       | 7.50,26    | Ciarán Ó Lionáird Irland                                             | 7.50,40 PB |
| 60 meter häck       | Sergej Sjubenkov Ryssland                                                 | 7,49 WL     | Paolo dal Molin Italien                                                           | 7,51 NR    | Pascal Martinot Lagarde Frankrike                                    | 7,53 PB    |
| 4x400 meter stafett | Storbritannien Michael Bingham Richard Buck Nigel Levine Richard Strachan | 3.05,78     | Ryssland Pavel Trenichin Jurij Trambovetskij Konstantin Svetjkar Vladimir Krasnov | 3.06,96    | Polen Michal Pietrzak Rafal Omelko Lukasz Domagala Grzegorz Sobinski | 3.07,53    |
| Höjdhopp            | Sergej Mudrov Ryssland                                                    | 2,35 PB     | Aleksej Dmitrik Ryssland                                                          | 2,33       | Jaroslav Bába Tjeckien                                               | 2,31 SB    |
| Stavhopp            | Renaud Lavillenie Frankrike                                               | 6,01 WL     | Björn Otto Tyskland                                                               | 5,76       | Malte Mohr Tyskland                                                  | 5,76       |
| Längdhopp           | Aleksandr Menkov Ryssland                                                 | 8,31 WL     | Michel Tornéus Sverige                                                            | 8,29 NR    | Christian Reif Tyskland                                              | 8,07       |
| Tresteg             | Daniele Greco Italien                                                     | 17,70 WL    | Ruslan Samitov Ryssland                                                           | 17,30 PB   | Aleksej Fjodorov Ryssland                                            | 17,12 PB   |
| Kula                | Asmir Kolašinac Serbien                                                   | 20,62 SB    | Hamza Alić Bosnien och Hercegovina                                                | 20,34 PB   | Ladislav Prášil Tjeckien                                             | 20,29      |
| Sjukamp             | Eelco Sintnicolaas Nederländerna                                          | 6 372 WL NR | Kevin Mayer Frankrike                                                             | 6 297 PB   | Mihail Dudaš Serbien                                                 | 6 099 NR   |

### Kvinnor
| Gren                | Guld                                                                          | Guld             | Silver                                                                         | Silver   | Brons                                                                  | Brons      |
| 60 meter            | Tezdzjan Naimova Bulgarien                                                    | 7,10 PB          | Marija Rjemjen Ukraina                                                         | 7,10 PB  | Myriam Soumaré Frankrike                                               | 7,11       |
| 400 meter           | Perri Shakes-Drayton Storbritannien                                           | 50,85 WL         | Eilidh Child Storbritannien                                                    | 51,45 PB | Moa Hjelmer Sverige                                                    | 52,04 NR   |
| 800 meter           | Natalija Lupu Ukraina                                                         | 2.00,26 SB       | Jelena Kotulskaja Ryssland                                                     | 2.00,98  | Marina Arzamasova Belarus                                              | 2.01,21 SB |
| 1500 meter          | Abeba Aregawi Sverige                                                         | 4.04,47          | Isabel Macías Spanien                                                          | 4.14,19  | Katarzyna Broniatowska Polen                                           | 4.14,30    |
| 3000 meter          | Sara Moreira Portugal                                                         | 8.58,50          | Corinna Harrer Tyskland                                                        | 9.00,50  | Finnouala Britton Irland                                               | 9:00.54    |
| 60 meter häck       | Nevin Yanit Turkiet                                                           | 7,89 EL, NR      | Alina Talaj Belarus                                                            | 7,94 PB  | Veronica Borsi Italien                                                 | 7,94 NR    |
| 4x400 meter stafett | Storbritannien Eilidh Child Shana Cox Christine Ohuruogu Perri Shakes-Drayton | 3.27,56 WL NR CR | Ryssland Olga Tovarnova Tatjana Vesjkurova Nadzeja Kotljarova Ksenija Zadorina | 3.28,18  | Tjeckien Denisa Rosolová Jitka Bartonicková Lenka Masná Zuzana Hejnová | 3.28,49    |
| Höjdhopp            | Ruth Beitia Spanien                                                           | 1,99 SB          | Ebba Jungmark Sverige                                                          | 1,96 PB  | Emma Green Tregaro Sverige                                             | 1,96 SB    |
| Stavhopp            | Holly Bleasdale Storbritannien                                                | 4,67             | Anna Rogowska Polen                                                            | 4,67 SB  | Anzjelika Sidorova Ryssland                                            | 4,62 PB    |
| Längdhopp           | Darja Klisjina Ryssland                                                       | 7,01 WL          | Éloyse Lesueur Frankrike                                                       | 6,90 NR  | Erica Jarder Sverige                                                   | 6,71 PB    |
| Tresteg             | Olha Saladucha Ukraina                                                        | 14,88 WL NR      | Irina Gumenjuk Ryssland                                                        | 14,30    | Simona La Mantia Italien                                               | 14,26 SB   |
| Kula                | Christina Schwanitz Tyskland                                                  | 19,25            | Jevgenija Kolodko Ryssland                                                     | 19,04    | Alena Kopets Belarus                                                   | 18,85      |
| Femkamp             | Antoinette Nana Djimou Frankrike                                              | 4 666            | Jana Maksimava Belarus                                                         | 4 658 PB | Hanna Melnytjenko Ukraina                                              | 4 604      |

Förkortningar: 
- CR = Championship Record (Mästerskapsrekord)
- WL = World Lead (Världsårsbästa)
- EL = European Lead (Europaårsbästa)
- NR = National Record (Nationsrekord)
- SB = Season Best (Säsongsbästa)
- PB = Personal Best (Personligt rekord)

## Medaljtabell
| Nr     | Nation                  | 1  | 2  | 3  | Totalt |
| ------ | ----------------------- | -- | -- | -- | ------ |
| 1      | Ryssland                | 4  | 7  | 2  | 13     |
| 2      | Storbritannien          | 4  | 3  | 1  | 8      |
| 3      | Frankrike               | 4  | 2  | 3  | 9      |
| 4      | Ukraina                 | 2  | 1  | 2  | 5      |
| 5      | Spanien                 | 1  | 3  | 0  | 4      |
| 6      | Sverige                 | 1  | 2  | 3  | 6      |
| 7      | Tyskland                | 1  | 2  | 2  | 5      |
| 8      | Polen                   | 1  | 2  | 1  | 4      |
| 9      | Italien                 | 1  | 1  | 3  | 5      |
| 10     | Turkiet                 | 1  | 1  | 0  | 2      |
| 11     | Tjeckien                | 1  | 0  | 3  | 4      |
| 12     | Serbien                 | 1  | 0  | 1  | 2      |
| 13     | Azerbajdzjan            | 1  | 0  | 0  | 1      |
| 13     | Bulgarien               | 1  | 0  | 0  | 1      |
| 13     | Nederländerna           | 1  | 0  | 0  | 1      |
| 13     | Portugal                | 1  | 0  | 0  | 1      |
| 17     | Belarus                 | 0  | 2  | 2  | 4      |
| 18     | Bosnien och Hercegovina | 0  | 1  | 0  | 1      |
| 19     | Irland                  | 0  | 0  | 2  | 2      |
| Totalt | Totalt                  | 26 | 26 | 26 | 78     |

## Deltagande nationer
Totalt tävlade 578 friidrottare från 47 nationer i Göteborg. Länderna är sorterade efter nationsförkortning.
| - Albanien (3) - Andorra (1) - Armenien (2) - Österrike (5) - Azerbajdzjan (2) - Belarus (12) - Belgien (13) - Bosnien och Hercegovina (2) - Bulgarien (13) - Kroatien (8) - Cypern (4) - Tjeckien (21) - Danmark (6) - Estland (7) - Finland (11) - Frankrike (32) | - Georgien (3) - Tyskland (28) - Gibraltar (2) - Storbritannien (29) - Grekland (12) - Ungern (7) - Island (2) - Irland (11) - Israel (2) - Italien (40) - Lettland (10) - Litauen (4) - Nordmakedonien (1) - Malta (1) - Moldavien (1) - Monaco (1) | - Nederländerna (13) - Norge (12) - Polen (21) - Portugal (13) - Rumänien (18) - Ryssland (51) - San Marino (1) - Serbien (4) - Slovakien (11) - Slovenien (7) - Spanien (27) - Sverige (40) (Värdland) - Schweiz (6) - Turkiet (15) - Ukraina (38) |

Inom parentes: Antal tävlande